# タイクーングラフィックス
タイクーングラフィックス（英語: Tycoon Graphics）は、宮師雄一、鈴木直之の2人のアートディレクター/グラフィックデザイナーにより1991年に設立されたデザイン事務所。2014年まで存在した。

## 概要
テイトウワや安室奈美恵、globe、Crystal Kay, BUMP OF CHICKENなどのCDジャケットデザイン及びヴィジュアルプロモーション、MotionElement等ファッションブランドのグラフィックデザインや企業広告、ロゴデザイン、エディトリアル、パッケージデザインなど、音楽やファッション関連を中心に、アートディレクション＆グラフィックデザイン活動を行っていた。

## 著書
- G-MEN（リトルモア） ISBN 978-4947648358
- A&D SCAN タイクーングラフィックスの仕事と周辺（六耀社） ISBN 978-4897373140

## 受賞歴
- 第78回ニューヨークADC「BIG MAGAZINE」金賞
- 「BOYCOTT MOVIE」にて銀賞。
- 第76-79回ニューヨークADC賞受賞。
- 毎日デザイン賞部門賞

## 主要作品
- 表参道ヒルズ・ロゴ[1]
- 「atehaca」シリーズ - 東芝と共同開発[2]
- amadanaアートディレクション
- てるてる家族タイトル映像
- きょうの出来事タイトル映像
- ユナイテッドシネマ豊州サインデザイン、宣伝アートディレクション
- ユナイテッドシネマ浦和サインデザイン

## CDジャケットデザイン

### アルバム
- 安室奈美恵 『SWEET 19 BLUES』『Concentration 20』『181920』『GENIUS 2000』『break the rules』『LOVE ENHANCED ♥ single collection』『STYLE』
- 今井美樹 『太陽とヘミングウェイ』『corridor』
- Crystal Kay 『637-always and foreber-』『almost seventeen』
- GEISHA GIRLS 『GEISHA "Remix" GIRLS』『THE GEISHA GIRLS SHOW - 炎の おっさんアワー』
- globe 『globe』『FACES PLACES』『Love again』『Relation』『FIRST REPRODUCTS』
- JUDY AND MARY 『WARP』
- SPEED 『Starting Over』『RISE』『Carry On my way』『SPEED THE MEMORIAL BEST 1335days Dear Friends 1』『SPEED THE MEMORIAL BEST 1335days Dear Friends 2』
- テイトウワ 『FLASH』
- 中島美嘉 『TRUE』『RESISTANCE』『LØVE』『朧月夜〜祈り』『MUSIC』『THE END』（NANA starring MIKA NAKASHIMA名義）『BEST』『YES』『VOICE』『STAR』
- bird 『極上ハイブリッド』『vacation』『bird's nest』
- hitomi  『by myself』『déjà-vu』『TRAVELER』
- PUFFY 『honeycreeper』『Hit&Fun』
- BUMP OF CHICKEN 『orbital period』『present from you』『COSMONAUT』『BUMP OF CHICKEN I ＜1999-2004＞』『BUMP OF CHICKEN II ＜2005-2010＞』
- BOOM BOOM SATELLITES 『ON』『EXPOSED』
- 槇原敬之 『UNDERWEAR』
- ゆず 『YUZU YOU』

### シングル
- 安室奈美恵 『Don’t wanna cry』『You’re my sunshine』『SWEET 19 BLUES』『a walk in the park』『CAN YOU CELEBRATE?』『How to be a Girl』『Dreaming I was dreaming』『I HAVE NEVER SEEN』『Respect the POWER OF LOVE』『SOMETHING 'BOUT THE KISS』『LOVE 2000』『NEVER END』『PLEASE SMILE AGAIN』『think of me/no more tears』『Say the word』『I WILL』『Wishing On The Same Star』『shine more』『Put 'Em Up』『SO CRAZY/Come』『ALARM』『ALL FOR YOU』
- 嵐 『truth/風の向こうへ』（通常盤）
- 今井美樹 『年下の水夫』『祈り』『宝物』『ひとひら』
- KAT-TUN 『ONE DROP』『RESCUE』
- globe 『Fell Like dance』『Joy to the love』『SWEET PAIN』『DEPARTURES』『FREEDOM』『Is this love』『Can’t Stop Fallin’ in Love』『FACE』『FACES PLACES』『Anytime smokin’ cigarette』『Wanderin’ Destiny』『Love again』『wanna Be A Dreammaker』『Sa Yo Na Ra』『sweet heart』『Perfume of love』『winter comes around again』『MISS YOUR BODY』
- SPEED 『BODY & SOUL』〜『Precious Time』までの全作品。
- 中島美嘉 『STARS』～『一番綺麗な私を』までの全作品（NANA starring MIKA NAKASHIMA、MICA 3 CHU名義含む）。
- bird 『散歩しよう』『フラッシュ』『ハイビスカス』『髪をほどいて』『童神』
- hitomi 『by myself』『problem』『心の旅人/SPEED STAR』『ヒカリ』
- PUFFY 『オリエンタル・ダイヤモンド/くちびるモーション』
- BUMP OF CHICKEN 『プラネタリウム』以降の作品全て。
- BOOM BOOM SATELLITES 『EASY ACTION』
- 槇原敬之 『どうしようもない僕に天使が降りてきた』『まだ生きてるよ』
- ゆず 『with you』